# 遠坂朝霧
遠坂朝霧（日语：／，2月5日—）是日本的女性插畫家，東京都出身。
主要為《聖劍學院的魔劍使》、《豬肝記得煮熟再吃》、等輕小說繪製插圖。2018年她負責繪製插圖的《飛翔吧！戰機少女》被動畫化。
她使用的軟體是PhotoshopCS6、Clip Studio Paint。

## 作品列表

### 插畫
- （リタ・ジェイ／MF文庫J）
- 《飛翔吧！戰機少女》（夏海公司／電擊文庫）
- （天地優雅／角川Sneaker文庫）
- 《転生従者の悪政改革録（日语：転生従者の悪政改革録）》（語部マサユキ／角川Sneaker文庫）
- 《打倒女神勇者的下流手段》（笹木さくま／Fami通文庫）
- （高木敦史／角川Sneaker文庫）
- 《關於能看見好感度後，發現女主角的數值已達滿分這件事》（小牧亮介／角川Sneaker文庫）
- 《聖劍學院的魔劍使》（志瑞祐／MF文庫J）
- 《等級0的魔王大人，在異世界展開冒險者生活》（瑞智士記／GA文庫）
- 《豬肝記得煮熟再吃》（逆井卓馬／電擊文庫）
- 《上古守則的魔法騎士》（羊太郎／富士見Fantasia文庫）

### 原創同人誌
- UTOPIA
- Various notes.
- UTOPIA〜Side Gold〜
- Various notes 02
- Various notes 03

### 一般同人誌
- V3 MEMORY
- SCHEIN
- Fantastic BOX
- RESTRAIN

### 人物設計
- 塞萊希·法娜（日语：セレス・ファウナ）（hololive EN所屬虛擬YouTuber）
- 藍沢エマ（ぶいすぽっ!（日语：ぶいすぽっ! Virtual eSports Project）所屬虛擬YouTuber）
- 黒桐アリア（新形象，虛擬YouTuber）
- 獅子堂あかり（彩虹社所屬虛擬YouTuber）
- 電ちゃん（電撃文庫支援女僕）
- 黒燿リラ（Sony Music VEE[7]所屬虛擬YouTuber）
- 夜魘妮米 (個人勢虛擬YouTuber)

### 遊戲
- Fate/Grand Order（概念禮裝-風雲仙姬、開始的預感）[8]

## 外部連結
- 遠坂朝霧的X（前Twitter）
- 遠坂朝霧的pixiv
- 遠坂朝霧的Instagram帳戶